# 阜阳市
阜阳市，简称阜，古称汝阴、顺昌、颍州，是中华人民共和国安徽省下辖的地级市，位于安徽省西北部。市境东北接亳州市，东接淮南市，东南临六安市，西南邻河南省信阳市，西毗河南省驻马店市，西北达河南省周口市。地处淮北平原南部，地势平坦。淮河流经南面边界，颍河自西北往东南贯穿并流经市区，于市境东南注入淮河。总面积10,118平方公里，全市常住总人口約815万人，市人民政府驻颍州区清河东路539号。阜阳代表文化是淮河文化，界首彩陶、颍上花鼓灯、黄岗柳编、杜氏刻铜等列入国家级非物质文化遗产名录。阜阳是中原经济区城市，2019年加入长江三角洲城市群。

## 历史
由於「襟帶長淮，控扼陳蔡」的地理原因，在商周就建立了妫姓的胡国。秦朝始置汝阴县，汉属汝南郡。西晋置汝阴郡、郡治汝阴就在境内，北魏孝昌四年（523年）置潁州，隋設汝陰郡，宋設順昌府，金朝时，复设颍州。清朝雍正十三年（1735年），颍州升为颍州府，设置附郭县——阜阳县。1913年中华民国北京政府全国廢州縣。1948年7月30日，中国人民解放军豫皖苏军区四分区独立三团攻尅阜阳。中华人民共和国成立后，设立阜阳地区专员公署。1996年2月26日，撤消阜阳地区和县级阜阳市，設立地級阜陽市。下辖三区五县（市）。1998年2月，亳州市从阜陽市划出，由省直辖。
2000年5月，中华人民共和国国务院批准设立地级亳州市，涡阳、蒙城、利辛三县划归亳州市管辖。目前，阜陽市辖界首市和太和、临泉、潁上、阜南四县及颍州、颍泉、颍东三区。

## 地理

### 气候
阜阳市位于淮北平原西部，安徽省西北方，地处亚热带和暖温带的过渡区域，属暖温带半湿润季风气候。
阜阳四季分明，雨量适中，光照充足。年均气温15摄氏度左右，无霜期220天，年均降水910毫米左右。由于地处季风气候区，因此降水、温度等的年际、年内变化受季风影响较大。 
| 阜阳市气象数据（1971年至2000年） | 阜阳市气象数据（1971年至2000年） | 阜阳市气象数据（1971年至2000年） | 阜阳市气象数据（1971年至2000年） | 阜阳市气象数据（1971年至2000年） | 阜阳市气象数据（1971年至2000年） | 阜阳市气象数据（1971年至2000年） | 阜阳市气象数据（1971年至2000年） | 阜阳市气象数据（1971年至2000年） | 阜阳市气象数据（1971年至2000年） | 阜阳市气象数据（1971年至2000年） | 阜阳市气象数据（1971年至2000年） | 阜阳市气象数据（1971年至2000年） | 阜阳市气象数据（1971年至2000年） |
| 月份                             | 1月                              | 2月                              | 3月                              | 4月                              | 5月                              | 6月                              | 7月                              | 8月                              | 9月                              | 10月                             | 11月                             | 12月                             | 全年                             |
| -------------------------------- | -------------------------------- | -------------------------------- | -------------------------------- | -------------------------------- | -------------------------------- | -------------------------------- | -------------------------------- | -------------------------------- | -------------------------------- | -------------------------------- | -------------------------------- | -------------------------------- | -------------------------------- |
| 历史最高温 °C（°F）              | 20.5 (68.9)                      | 26.2 (79.2)                      | 29.7 (85.5)                      | 34.3 (93.7)                      | 37.7 (99.9)                      | 39.8 (103.6)                     | 40.8 (105.4)                     | 39.0 (102.2)                     | 38.9 (102.0)                     | 34.7 (94.5)                      | 30.4 (86.7)                      | 22.2 (72.0)                      | 40.8 (105.4)                     |
| 平均高温 °C（°F）                | 6.7 (44.1)                       | 9.0 (48.2)                       | 13.8 (56.8)                      | 21.3 (70.3)                      | 26.5 (79.7)                      | 30.5 (86.9)                      | 32.1 (89.8)                      | 31.6 (88.9)                      | 27.2 (81.0)                      | 22.1 (71.8)                      | 15.4 (59.7)                      | 9.3 (48.7)                       | 20.5 (68.8)                      |
| 日均气温 °C（°F）                | 1.7 (35.1)                       | 3.9 (39.0)                       | 8.8 (47.8)                       | 15.8 (60.4)                      | 21.0 (69.8)                      | 25.4 (77.7)                      | 27.7 (81.9)                      | 26.9 (80.4)                      | 22.1 (71.8)                      | 16.5 (61.7)                      | 9.8 (49.6)                       | 4.0 (39.2)                       | 15.3 (59.5)                      |
| 平均低温 °C（°F）                | −1.9 (28.6)                      | 0.0 (32.0)                       | 4.5 (40.1)                       | 10.9 (51.6)                      | 16.1 (61.0)                      | 20.8 (69.4)                      | 24.1 (75.4)                      | 23.3 (73.9)                      | 18.2 (64.8)                      | 12.2 (54.0)                      | 5.5 (41.9)                       | 0.1 (32.2)                       | 11.2 (52.1)                      |
| 历史最低温 °C（°F）              | −14.2 (6.4)                      | −14.9 (5.2)                      | −5.5 (22.1)                      | 0.3 (32.5)                       | 5.9 (42.6)                       | 13.0 (55.4)                      | 17.3 (63.1)                      | 16.2 (61.2)                      | 8.4 (47.1)                       | 1.3 (34.3)                       | −6.9 (19.6)                      | −13.1 (8.4)                      | −14.9 (5.2)                      |
| 平均降水量 mm（）                | 26.6 (1.05)                      | 32.6 (1.28)                      | 56.8 (2.24)                      | 56.6 (2.23)                      | 81.5 (3.21)                      | 161.9 (6.37)                     | 189.2 (7.45)                     | 95.9 (3.78)                      | 87.3 (3.44)                      | 63.8 (2.51)                      | 40.0 (1.57)                      | 17.8 (0.70)                      | 910 (35.83)                      |
| 平均降水天数（≥ 0.1 mm）         | 5.8                              | 6.5                              | 9.5                              | 8.2                              | 9.5                              | 10.3                             | 12.7                             | 10.9                             | 8.7                              | 8.2                              | 6.4                              | 4.7                              | 101.4                            |
| 来源：Weather China              |                                  |                                  |                                  |                                  |                                  |                                  |                                  |                                  |                                  |                                  |                                  |                                  |                                  |

## 政治
1990年代以來阜阳治安欠佳、官場敗壞，在华东地区流传一首妇孺皆知的民諺——“蚌埠偷，淮南抢，阜阳没有共产党”，即在阜阳乡亲父老们看来，当地是没有一个官员堪称共产党员的，此民諺和相關政治問題在新华网、中国青年报報導。

### 现任领导
| 机构     | · 中国共产党 · 阜阳市委员会 | 阜阳市人民代表大会 常务委员会 | 阜阳市人民政府    | · 中国人民政治协商会议 · 阜阳市委员会 |
| 职务     | 书记                        | 主任                          | 市长              | 主席                                  |
| -------- | --------------------------- | ----------------------------- | ----------------- | ------------------------------------- |
| 姓名     | 刘玉杰                      | 章绍伟                        | 胡明文            | 李志伟                                |
| 民族     | 汉族                        | 汉族                          | 汉族              | 汉族                                  |
| 籍贯     | 安徽省砀山县                | 安徽省绩溪县                  | 安徽省黄山市      | 安徽省颍上县                          |
| 出生日期 | 1969年1月（56歲）           | 1966年2月（59歲）             | 1970年7月（54歲） | 1962年11月（62歲）                    |
| 就任日期 | 2023年7月                   | 2025年1月                     | 2023年7月         | 2017年2月                             |

### 历任领导
| 市委书记 - 王怀忠（1996年2月－1999年10月） - 刘伟（1999年10月－2001年7月） - 胡连松（2001年7月－2007年11月） - 宋卫平（2007年11月－2013年2月） - 于勇（2013年2月－2016年11月） - 李平（2016年11月－2019年6月） - 杨光荣（2019年6月－2021年6月） - 孙正东（2021年6月－2023年7月） - 刘玉杰（2023年7月－） | 市长 - 乔传秀（1996年2月－1996年6月） - 李和中（1996年7月－1998年2月） - 肖作新（1998年2月－1999年8月） - 姚景源（1999年8月－2001年10月） - 刘庆强（2001年10月－2005年9月） - 孙云飞（2005年9月－2011年4月） - 于勇（2011年4月－2013年2月） - 李平（2013年3月－2016年11月） - 孙正东（2016年12月－2021年6月） - 刘玉杰（2021年6月－2023年7月） - 胡明文（2023年7月－） |

### 行政区划
阜阳市现辖3个市辖区、4个县，代管1个县级市。
- 市辖区：颍州区、颍东区、颍泉区
- 县级市：界首市
- 县：临泉县、太和县、阜南县、颍上县

## 人口
2022年末，全市常住人口814.1万人，比上年末减少3.0万人；常住人口城镇化率43.47%，比上年末提高0.73个百分点。
根据2020年第七次全国人口普查，全市常住人口为8,200,264人。同第六次全国人口普查的7,599,913人相比，十年共增加了600,351人，增长7.9%，年平均增长率为0.76%。其中，男性人口为4,157,132人，占总人口的50.7%；女性人口为4,043,132人，占总人口的49.3%。总人口性别比（以女性为100）为102.82。0－14岁的人口为2,003,910人，占总人口的24.44%；15－59岁的人口为4,812,494人，占总人口的58.69%；60岁及以上的人口为1,383,860人，占总人口的16.88%，其中65岁及以上的人口为1,130,854人，占总人口的13.79%。居住在城镇的人口为3,441,982人，占总人口的41.97%；居住在乡村的人口为4,758,282人，占总人口的58.03%。

### 民族
全市常住人口中，汉族人口为8,131,828人，占99.17%；各少数民族人口为68,436人，占0.83%。与2010年第六次全国人口普查相比，汉族人口增加603,443人，增长8.02%，占总人口比例增加0.11个百分点；各少数民族人口减少3,092人，下降4.32%，占总人口比例下降0.11个百分点。

## 交通
- 105国道、 345国道过境。
- 郑阜高速铁路设阜阳西站。
- 阜阳机场

## 经济

### 综合
2019年初步核算，阜阳市地区生产总值2705.0亿元，按可比价格计算，比上年增长9.0%，增幅高于全省1.5个百分点。其中，第一产业增加值350.4亿元，增长3.5%，快于全省0.3个百分点；第二产业增加值1033.2亿元，增长10.3%，快于全省2.3个百分点；第三产业增加值1321.3亿元，增长9.6%，快于全省1.9个百分点。三次产业结构调整为13.0 : 38.2 : 48.8。
2019年，全市生产总值比上年增长9.0%，高于全省1.5个百分点；规模以上工业增加值增长10.4%，高于全省3.1个百分点，居全省第4位；固定资产投资增长13.9%，高于全省4.7个百分点，居全省第3位；房地产开发投资增长30.9%，高于全省19.2个百分点，居全省第3位；社会消费品零售总额增长12.4%，高于全省1.8个百分点，居全省第2位；财政收入增长8.5%，高于全省2.0个百分点，居全省第4位；金融机构人民币贷款余额增长20.9%，高于全省6.8个百分点，居全省第2位；居民人均可支配收入增长10.9%，高于全省0.8个百分点，居全省首位；农村居民人均可支配收入增长10.6%，高于全省0.5个百分点，居全省第3位。
全年财政收入352.3亿元，增长8.5%，增幅高于全省2.0个百分点。其中，地方财政收入200.6亿元，增长7.2%。财政支出655.1亿元，增长14.0%。其中，民生类支出559.3亿元，增长13.4%，高于上年同期1.7个百分点。
年末全市金融机构人民币存款余额4342.3亿元，比年初增加287.8亿元，增长7.1%。其中，住户存款余额2693.6亿元，比年初增加309.3亿元，增长13.0%，快于全市金融机构人民币存款余额5.9个百分点。金融机构人民币贷款余额3195.2亿元，比年初增加542.2亿元，增长20.9%，增幅高于全省 6.8个百分点，居全省第2位。
全年全市居民人均可支配收入20700元，比上年增长10.9%，增幅高于全省0.8个百分点，居全省首位。按常住地分，城镇居民人均可支配收入32844元，增长9.1%，增幅与全省持平；农村居民人均可支配收入13079元，增长10.6%，增幅高于全省0.5个百分点，居全省第3位。

## 资源
- 动物资源有鱼、鸟、兽等100余种。
- 野生植物有土荆芥、野西瓜等。
- 中草药材主要有板蓝根、车前子、半夏、芡实、马齿苋、枸杞、半边莲、香附子等。

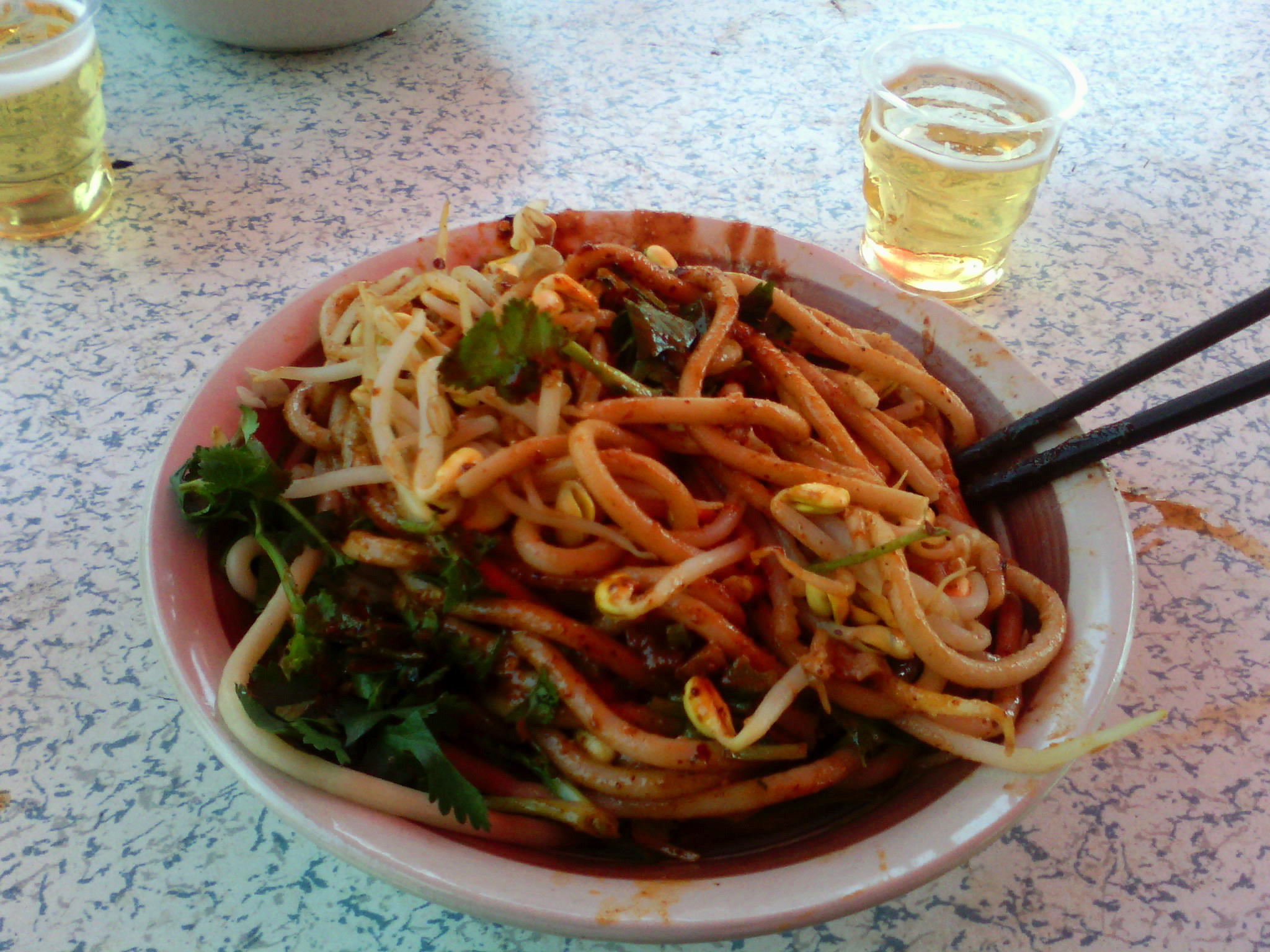
格拉条，流行于阜阳地区的一种小吃

- 土特产品有格拉条、枕头馍、颍州樱桃、雨前香椿、侯大升陈醋、颍州包瓜菜、闻集草莓、半截楼西瓜、煎烩鸡、醉三秋酒等。
- 煤炭资源丰富、仅东部已探明其蕴藏量就达100亿吨，可采储量80多亿吨，皆为5700大卡左右的优质煤炭。据初步探测其西部地区煤炭储存量大大超过其东部地区。现有谢桥矿（设计能力800万吨煤炭）、颍上刘庄矿（年产800万吨，被誉为国内第一对数字化的矿井，有高度为90.8米的“亚洲第一井塔”）、口孜煤矿（设计年产500万吨，预计将于2009年投产）、罗园煤矿（年产300万吨，进入项目实施阶段）。
- 据卫星遥感勘测，界首市、太和县的地下蕴藏丰富的石油和天然气资源。
- 太和县、阜南县蕴含地热资源。

## 名胜古迹

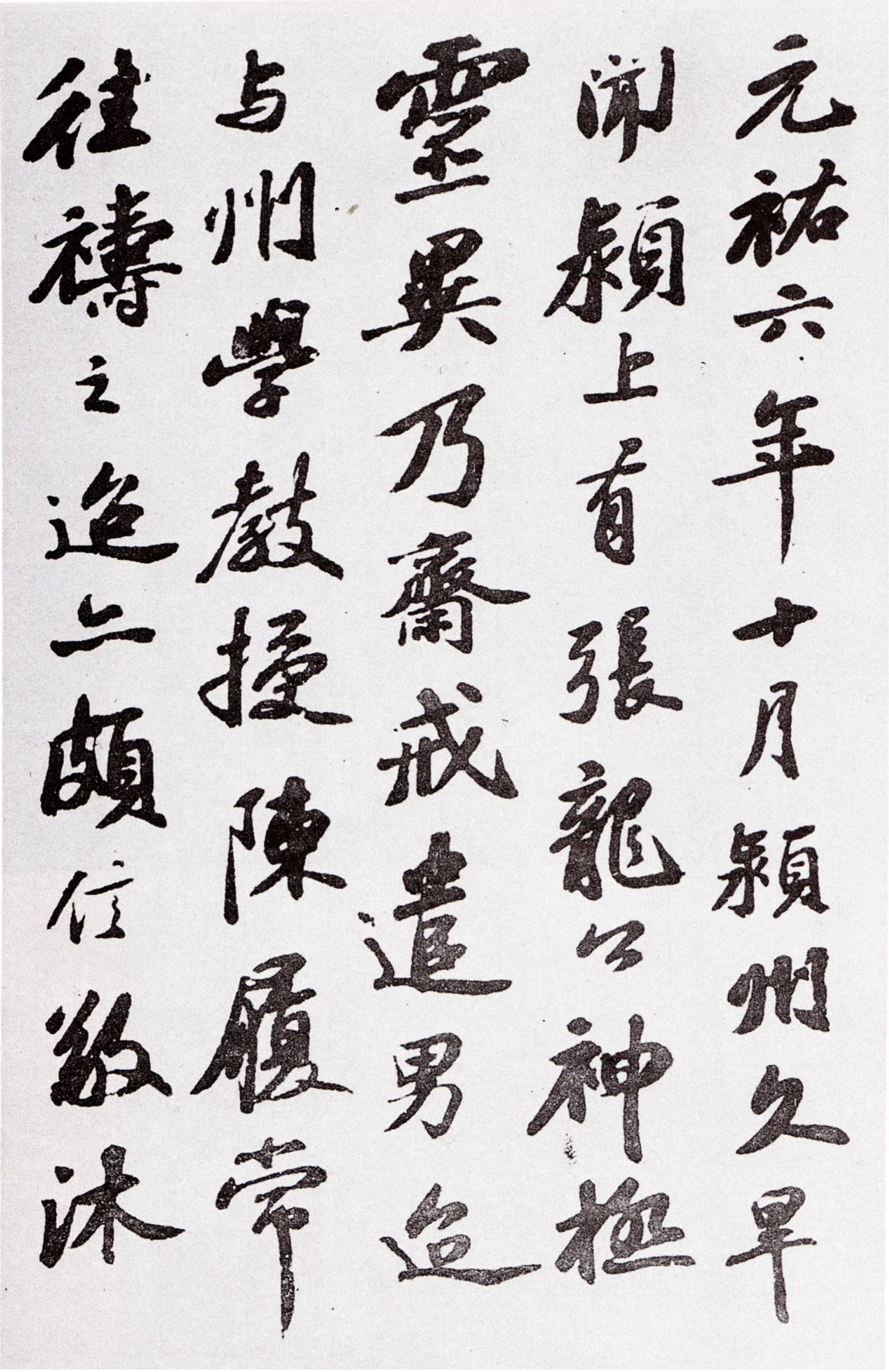
苏轼《颍州祈雨帖》， 东坡失意于朝廷，被排挤出知颍州，却忠于职守。守颍不足半年，掘西湖，赈灾，祈雨，关心人民疾苦，颇有政声。此帖即记其久旱祈雨之事。《苏诗总案》：“十一月一日祷雨张龙公，得小雪。与赵令时、陈师道、欧阳荣、辩兄弟，会饮聚星堂，和欧阳修禁体韵，并书颍州祷雨诗。”

- 颍州西湖
- 阜阳生态园
- 欧阳修故居
- 八里河风景区
- 阜阳奎星楼
- 阜阳文峰塔